# Margarettia guajey
Margarettia guajey är en insektsart som beskrevs av Otte, D. och Perez-gelabert 2009. Margarettia guajey ingår i släktet Margarettia och familjen syrsor. Inga underarter finns listade i Catalogue of Life.